# 1966–1967-es német férfi kézilabda-bajnokság (első osztály)
A német férfi kézilabda-bajnokság 1966–1967-es szezonja volt az első országos szintű kézilabda-bajnokság Németországban. A bajnokságban 16 csapat vett részt, akik 2 csoportba osztva küzdöttek meg egymással. A bajnokság végén a 2 csoport győztese vívta a döntőt, közülük került ki a bajnok. A csoportok utolsó 2-2 helyezettje kiesett. A bajnok ebben a szezonban a VfL Gummersbach lett, aki a döntőben a TV Hochdorf együttesét múlta felül.

## Északi csoport
| #  | Csapat                  | Mérk. | Gy | D | V  | Gólarány | Gólkülönbség | Pont |
| -- | ----------------------- | ----- | -- | - | -- | -------- | ------------ | ---- |
| 1. | VfL Gummersbach         | 14    | 13 | 0 | 1  | 287:176  | +111         | 26   |
| 2. | TSV Grün-Weiß Dankersen | 14    | 9  | 1 | 4  | 290:215  | +75          | 19   |
| 3. | Hamburger SV            | 14    | 9  | 0 | 5  | 221:199  | +22          | 18   |
| 4. | TuS Wellinghofen        | 14    | 6  | 1 | 7  | 165:171  | -6           | 13   |
| 5. | Polizei SV Hannover     | 14    | 5  | 2 | 7  | 200:238  | -38          | 12   |
| 6. | VfL Bad Schwartau       | 14    | 5  | 2 | 7  | 197:237  | -40          | 12   |
| 7. | RSV Mülheim a. d. Ruhr  | 14    | 3  | 2 | 9  | 174:218  | -44          | 08   |
| 8. | SV St. Georg Hamburg    | 14    | 2  | 0 | 12 | 186:266  | -80          | 04   |

Kiesett: RSV Mülheim a. d. Ruhr, SV St. Georg Hamburg.

Feljutott: BSV 98 Solingen, THW Kiel.

## Déli csoport
| #  | Csapat                 | Mérk. | Gy | D | V  | Gólarány | Gólkülönbség | Pont |
| -- | ---------------------- | ----- | -- | - | -- | -------- | ------------ | ---- |
| 1. | TV Hochdorf            | 14    | 10 | 2 | 2  | 186:159  | +27          | 22   |
| 2. | SG Leutershausen       | 14    | 10 | 1 | 3  | 245:184  | +61          | 21   |
| 3. | TSV Birkenau           | 14    | 6  | 3 | 5  | 218:191  | +27          | 15   |
| 4. | Reinickendorfer Füchse | 13    | 6  | 1 | 6  | 187:176  | +11          | 13   |
| 5. | TuS Neunkirchen        | 13    | 4  | 4 | 5  | 189:203  | -14          | 12   |
| 6. | Spvgg Möhringen        | 14    | 6  | 0 | 8  | 182:209  | -27          | 12   |
| 7. | TV Hochelheim          | 14    | 3  | 3 | 8  | 180:209  | -29          | 09   |
| 8. | TSV Zirndorf 1861      | 14    | 3  | 0 | 11 | 153:209  | -56          | 06   |

Kiesett: TV Hochelheim, TSV Zirndorf.

Feljutott: Berliner SV 92, Frisch Auf Göppingen.

## Döntő
VfL Gummersbach – TV Hochdorf 23 – 7 (8 –3)

## Külső hivatkozások
bundesligainfo.de